# Питер Де Врис
Питер Де Врис — вымышленный персонаж из вселенной Дюны, созданный Фрэнком Гербертом . В основном он фигурирует в романе « Дюна» 1965 года, но также появляется в трилогии приквела «Прелюдия к Дюне» (1999—2001) Брайана Герберта и Кевина Дж. Андерсона.
В фильме Дэвида Линча "Дюна" 1984 года, роль Де Вриса исполняет актер Брэд Дуриф, Яно Унгеро в мини-сериале «Дюна» 2000 года и Дэвид Дастмалчян в фильме Дени Вильнёва "Дюна" 2021 года.

## Личность
На службе у безжалостного барона Владимира Харконнена Де Врис является ментатом — человеком, специально обученным для выполнения умственных функций, конкурирующих с компьютерами, которые запрещены во всей вселенной после Батлерианского джихада . Вдобавок, Тлейлаксанцы «превратили» Де Вриса в аморального садиста.
Когда Де Врис появляется в романе, он сначала описывается как «стройный, невысокий мужчина с женоподобным лицом», а когда Джессика встречает его впервые, он описывается как «высокий, хотя и стройный, и что-то в нем предполагает женственность». Де Врис описан в романе «Дюна» (хотя и не изображен на экране) как пристрастившийся к наркотическому меланжу, который окрашивает склеры и радужные оболочки пользователей в темно-синий цвет. У него также рубиново-красные губы, характерные для любителей сафо.
Де Врис настолько предан Харконнену, что продолжает служить барону с большим энтузиазмом, хотя его способности ментата и большой интеллект подтверждают его подозрения, что хозяин планирует в конечном итоге убить его. Так он говорит в «Дюне»:
— Видишь ли, барон, я знаю как ментат, когда ты пришлешь палача. Ты будешь сдерживаться, пока я буду полезен. Дергаться раньше было бы расточительно, а от меня ещё много пользы.

## Появления

### Дюна
В «Дюне» рассказывается, что Де Врис впервые изобрел тип токсина, называемый "остаточным ядом", который остается в организме годами и требует регулярного введения противоядия. Один такой смертельный яд Харконнены тайно вводят Туфиру Хавату, ментату Дома Атрейдесов, чтобы гарантировать верность Хавата Харконненам, которые единственные обладают противоядием. Де Врис является автором плана по уничтожению Дома Атрейдесов, давнего врага Харконненов, и восстановлению власти Барона над планетой Арракис . Доктор Веллингтон Юэ, личный врач Дома Атрейдес, подвергся воздействию организации (Suk conditioning), что делает его неспособным причинять вред своим пациентам. Де Врис разрушает это с помощью пыток и психологических манипуляций, и Юэ в конце концов предает Дом Атрейдесов. Первоначально де Врис планирует объявить леди Джессику, наложницу герцога Лето Атрейдеса, своей рабыней, но вместо этого принимает предложение стать губернатором Арракиса. Однако Юэ дал захваченному Лето вставной зуб, наполненный ядовитым газом. Когда Лето раздавливает зуб, намеченная жертва барон Харконнен убегает, но Лето и Де Врис умирают.

### Прелюдия к Дюне
В "Дюне: Дом Коррино" (опубликованном в 2001 году и являющемся третьим романом из серии приквелов "Прелюдия к Дюне" Брайана Герберта и Кевина Дж. Андерсона) Питер Де Врис обнаруживает харконненское наследие леди Джессики и ее новорожденного сына Пола и пытается похитить и выкупить младенца. Заговор сорван, а секрет сохранен: Преподобная Мать Гай Хелен Мохиам убивает Ментата и принимает меры для отправки его трупа домой в Гиеди Прайм. Разъяренному барону не остается иного выбора, кроме как заказать копию у Бене Тлейлакс: ментат де Врис, фигурирующий в оригинальном романе Герберта «Дюна».

## В адаптации
Роль Де Вриса исполняет Брэд Дуриф в фильме Дэвида Линча "Дюна" 1984 года, Ян Унгер в мини-сериале "Дюна" 2000 года и Дэвид Дастмалчян в фильме Дени Вильнёва «Дюна» 2021 года.